# Charles Bastien
Pour les articles homonymes, voir Bastien.
Ne doit pas être confondu avec Charles Bastian ou Charles Bastienne.
 Charles Bastien  est un homme politique socialiste wallon du POB.
Charles Bastien est négociant en mercerie, avec ses frères Gustave et Arthur, il  fonde en 1890 le Cercle socialiste de Mons.
Représentant de la petite bourgeoisie commerçante progressiste au sein du POB, Charles Bastien est l’oncle maternel de l’écrivain Charles Plisnier. 